# Brama Jafy

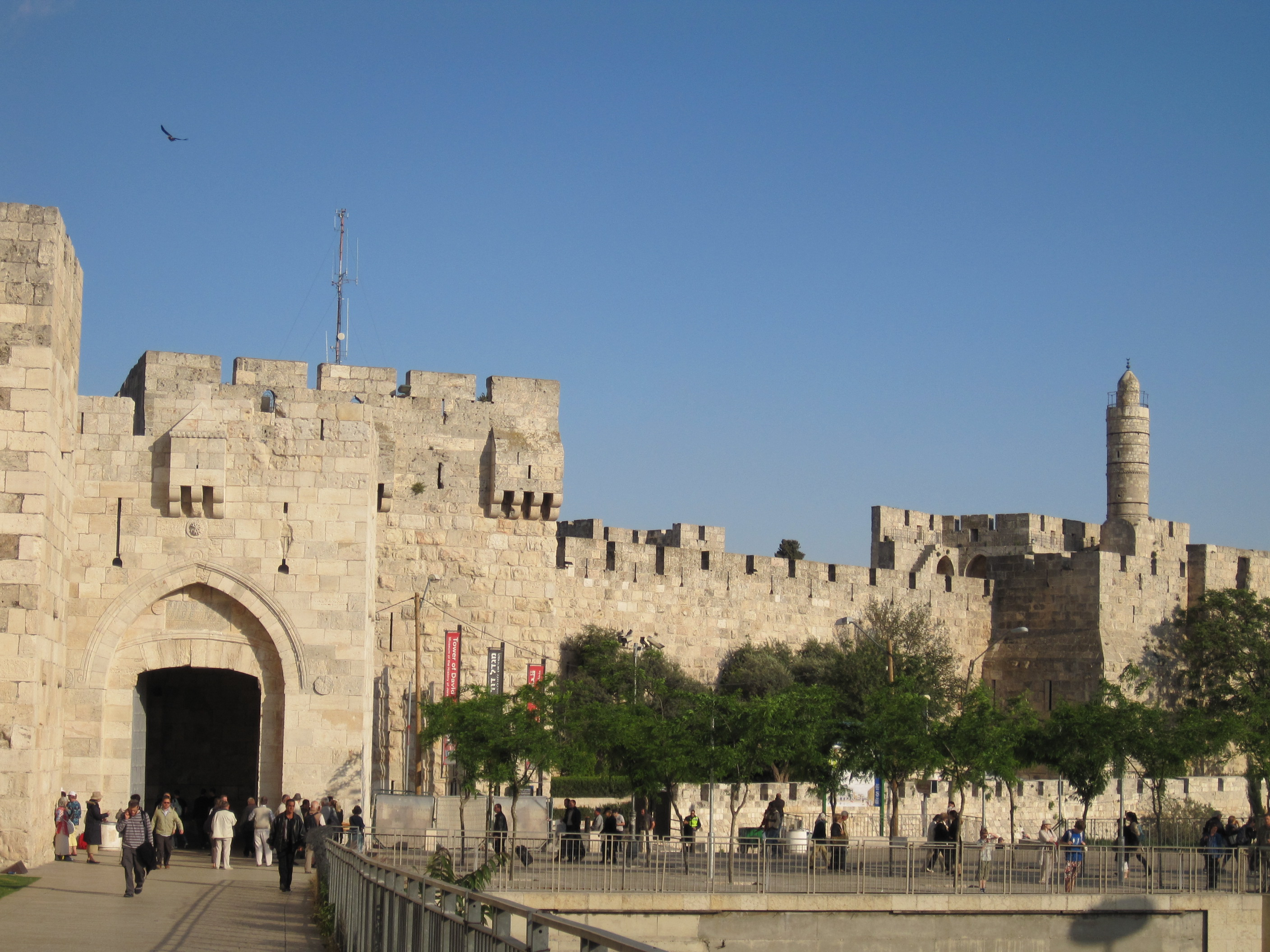
Brama Jafy w Jerozolimie.

Brama Jafy (hebr.: שער יפו, Sza'ar Jafo; arab.: باب الخليل, Bab al-Chalil) – główna brama wejściowa do Starego Miasta Jerozolimy. Jest to jedna z ośmiu bram w murach miejskich. Rozdziela ona wewnątrz Starego Miasta Dzielnicy Chrześcijańskiej na północy od Dzielnicy Ormiańskiej na południu.
Brama jest nazywana bramą do Jafy, ponieważ w przeszłości zaczynała się za nią droga prowadząca do starożytnego portu morskiego Jafa.

## Historia

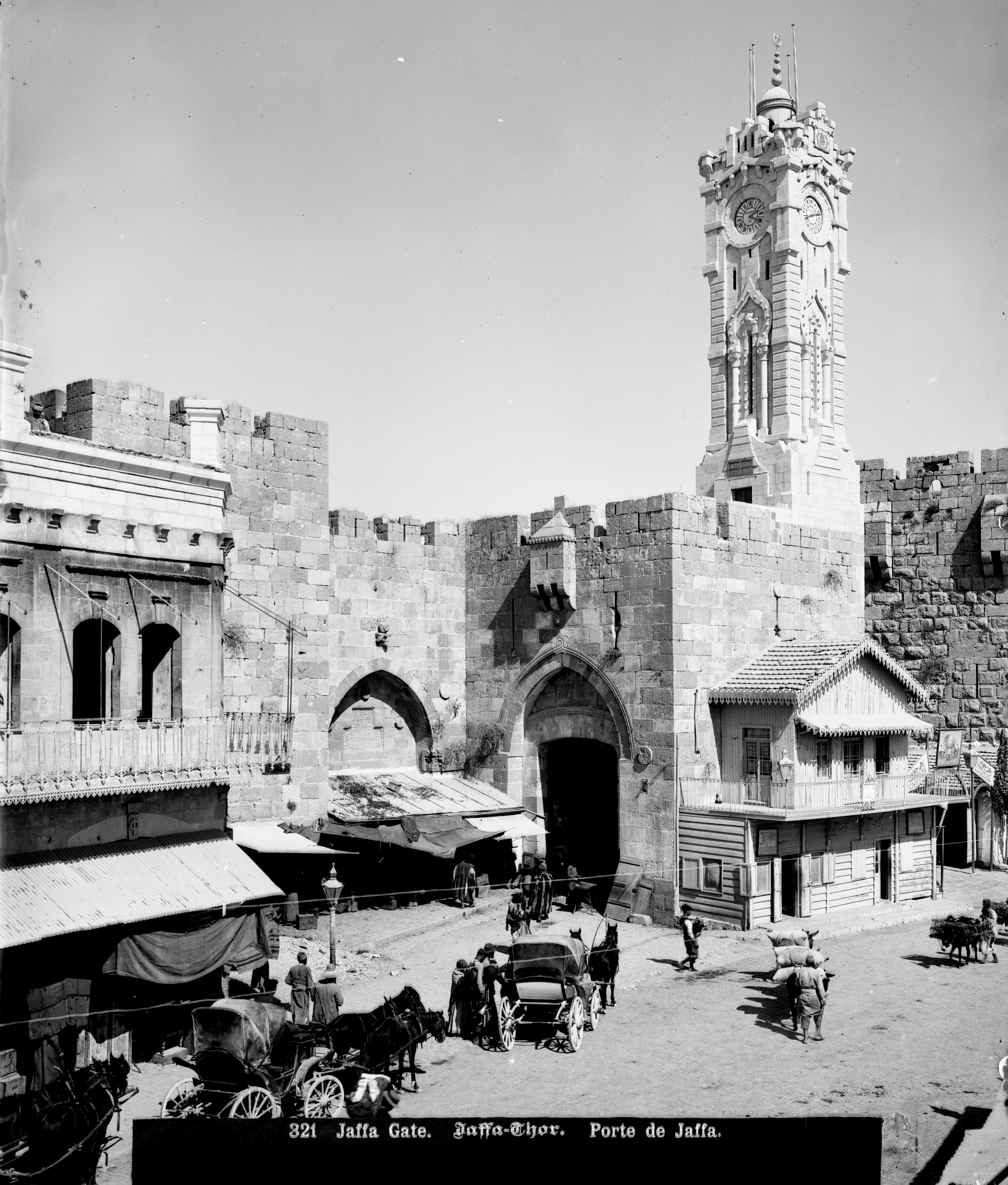
Brama Jafy około 1908 r.

Brama została wybudowana w 1588 jako brama zygzakowata. Jest ona silnie ufortyfikowana i dodatkowo broniona przez Cytadelę Dawida.
Stara legenda głosiła, że każdy zdobywca Jerozolimy wjedzie do miasta właśnie przez Bramę Jafy. Z tego właśnie powodu, władze tureckie nakazały w 1898 wybicie otworu w murach miejskich na południe od Bramy Jafy. Przez ten nowy otwór do Jerozolimy wjechał cesarz niemiecki Wilhelm II.
W 1908 obok bramy wybudowano wieżę zegarową, która służyła wszystkim żyjącym w okolicy mieszkańcom. Wieża przetrwała jedynie 10 lat, gdyż w 1917 została zburzona przez Brytyjczyków.

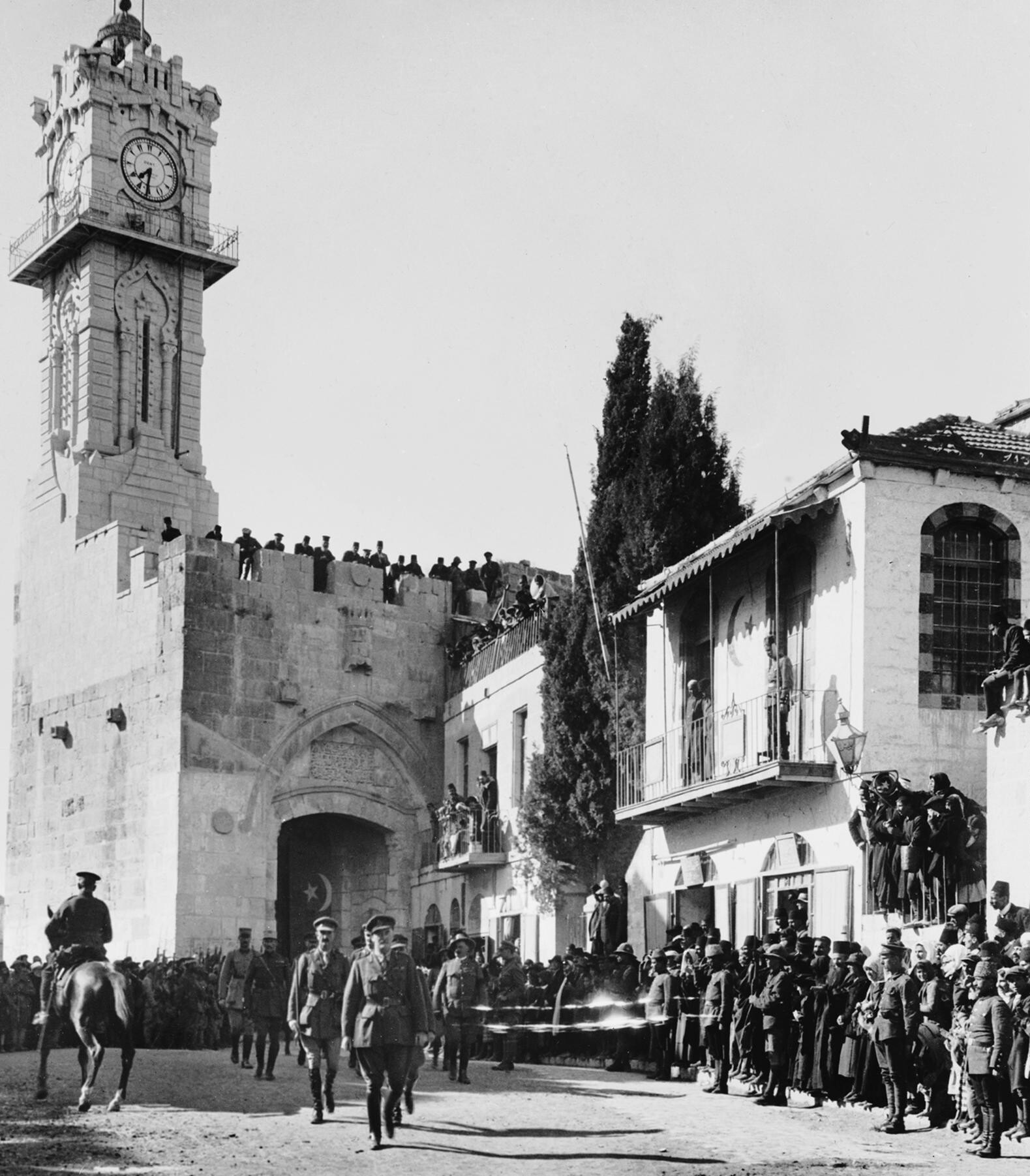
Zwycięski generał Allenby wchodzi pieszo do Jerozolimy.

11 grudnia 1917 przez Bramę Jafy wjechał do Jerozolimy zwycięski brytyjski generał Edmund Allenby, który następnie wygłosił przemówienie przy stojącej obok Wieży Dawida. Generał Allenby przekroczył granicę miasta pieszo, okazując w ten sposób szacunek dla „świętego miasta”.
Podczas brytyjskiego panowania w Mandacie Palestyny, władze mandatowe wyburzyły wiele budynków sąsiadujących z murami miejskimi Starego Miasta Jerozolimy. Uczyniono to w celu zachowania historycznego wyglądu miasta.
Podczas wojny o niepodległość w 1948 izraelskie oddziały usiłowały przebić się przez Bramę Jafy do Dzielnicy Żydowskiej na Starym Mieście. Po zwycięstwie Jordańczyków, Brama Jafy była zamknięta dla Żydów do 1967, kiedy to po wojnie sześciodniowej Izraelczycy zdobyli miasto.

## Religia
W 2000 przez Bramę Jafy wjechał do miasta papież Jan Paweł II, podczas swojej pielgrzymki jubileuszowej do Ziemi Świętej.
Przez Bramę Jafską wchodzi do Starego Miasta w uroczystym orszaku każdy nowo wybrany Kustosz Ziemi Świętej, najwyższy przełożony franciszkanów sprawujących pieczę nad sanktuariami Palestyny.
Arabowie nazywają ją Bramą Przyjaciela, ze względu na kierunek, w którym udawali się przez nią wyjeżdżający - na południe do Hebronu (Makpela), do miasta, w którym znajduje się grób biblijnego patriarchy Abrahama, nazywanego przez Stary Testament i Nowy Testament przyjacielem Boga (por. Iz 41,8c oraz Jk 2,23c).

## Turystyka
Brama jest najlepiej znana przez turystów i najczęściej używana przez mieszkańców miasta. Po prawej stronie, wchodząc od Nowego Miasta, znajdują się: Cytadela Dawida, Christian Information Center oraz niewielki izraelski urząd pocztowy. Przez tę bramę wjeżdżają niektóre izraelskie autobusy komunikacji miejskiej z ortodoksyjnymi żydami udającymi się w kierunku Ściany Płaczu.

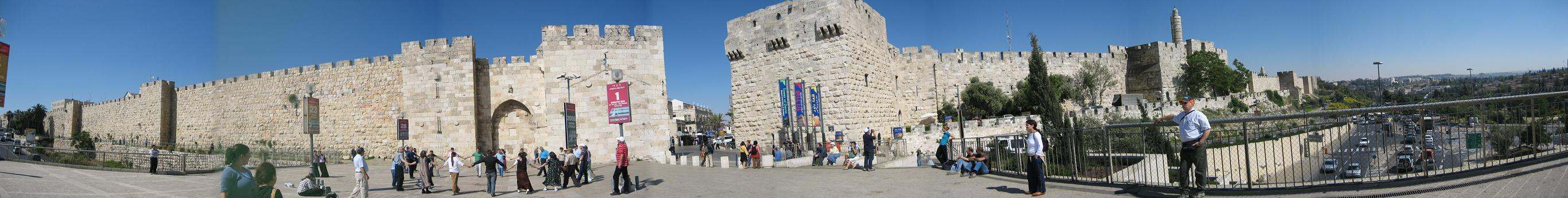
Brama Jafy w Jerozolimie.

## Galeria

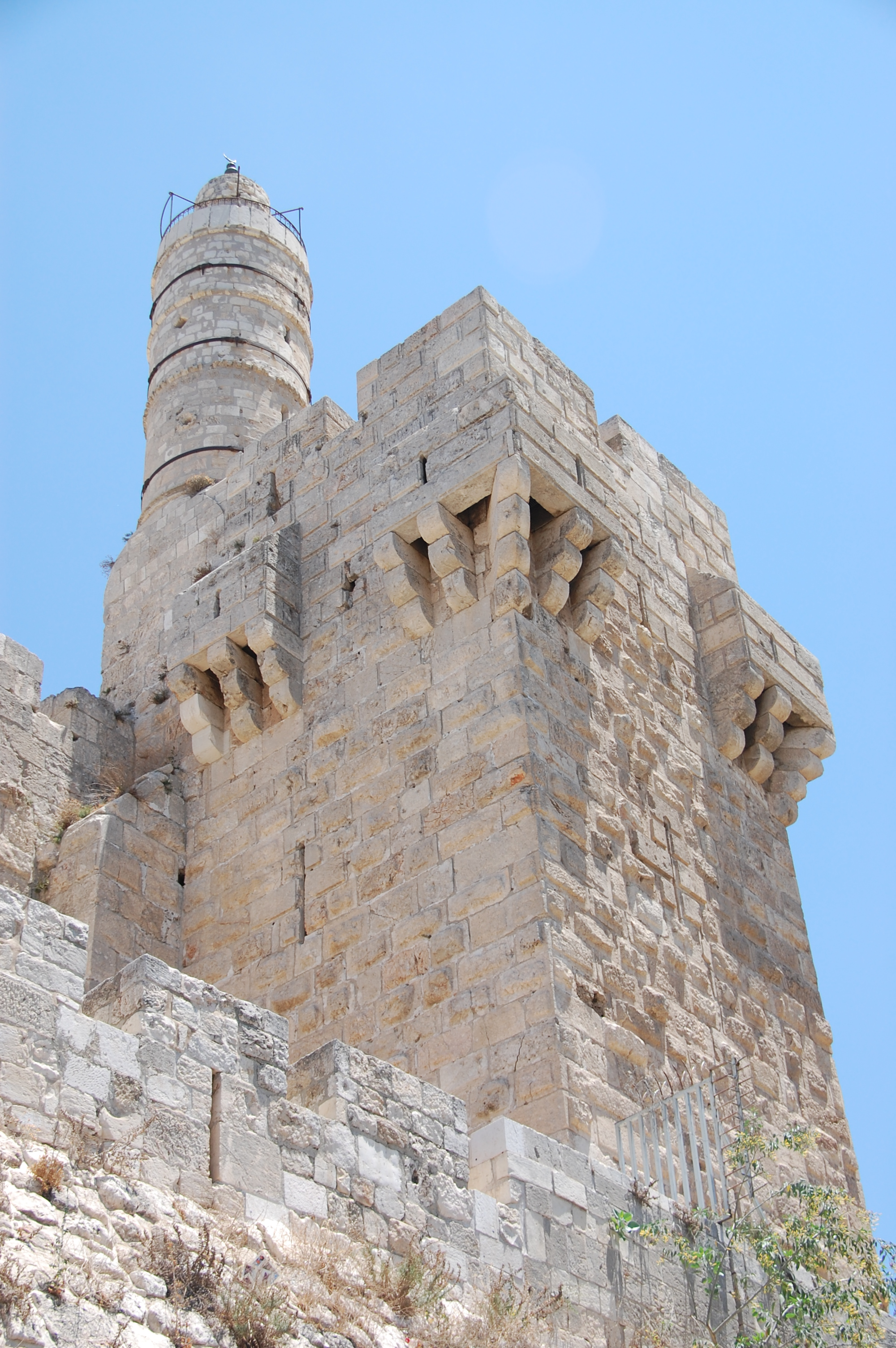
Wieża Dawida / Cytadela
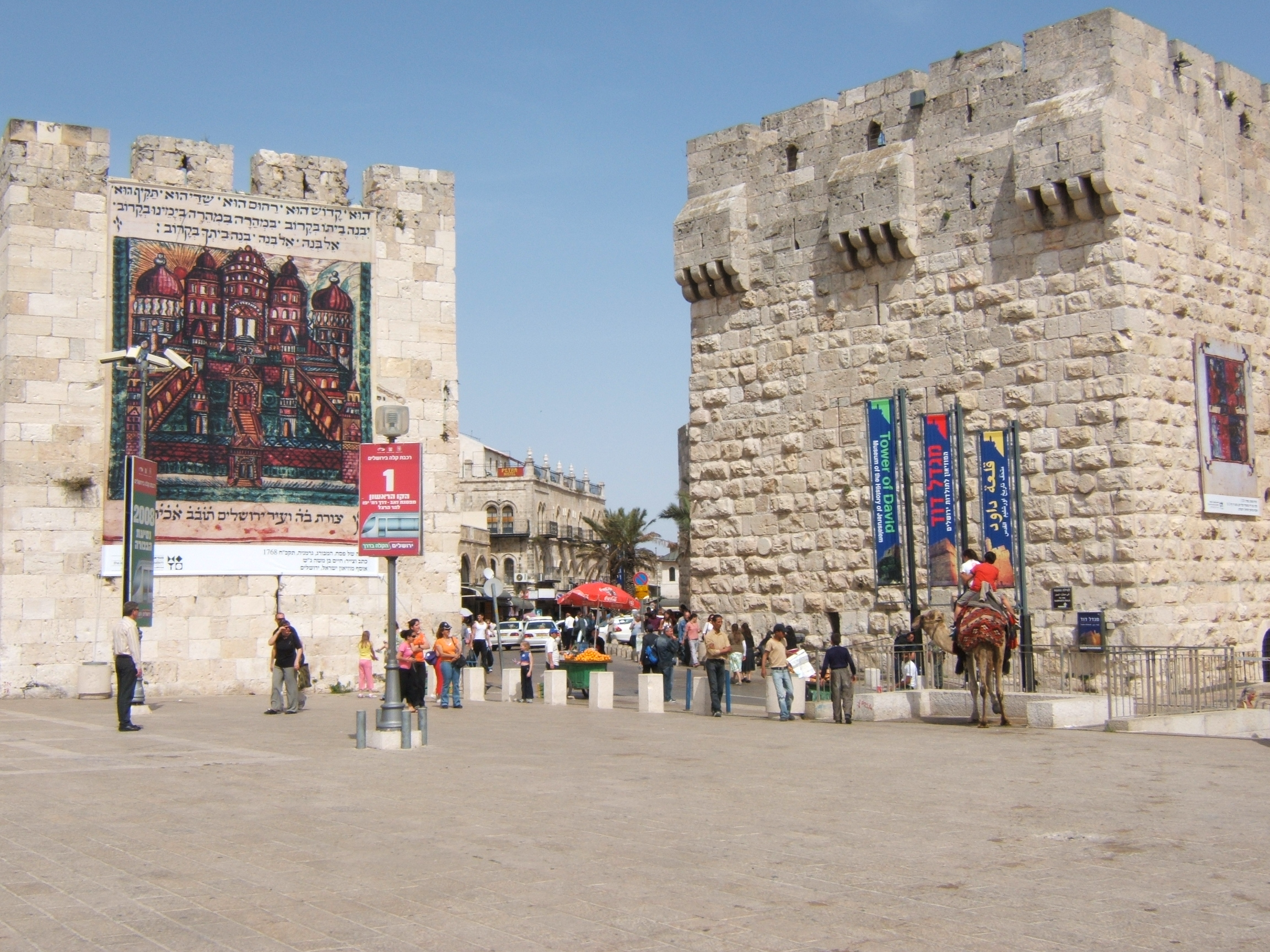
Zerowy kilometr Izraela - miejsce, od którego mierzone są odległości w Izraelu
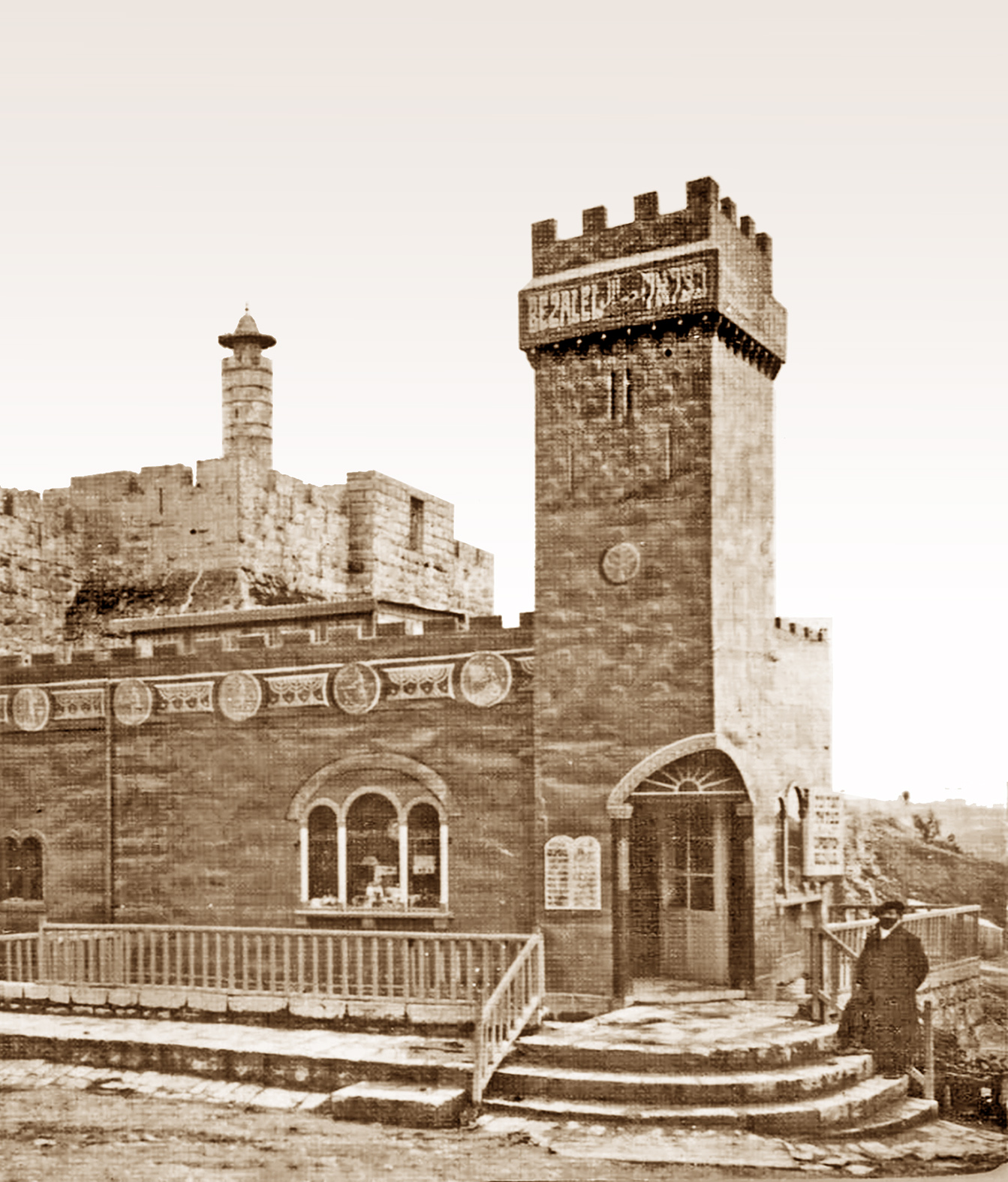
Bezalel Pavilion
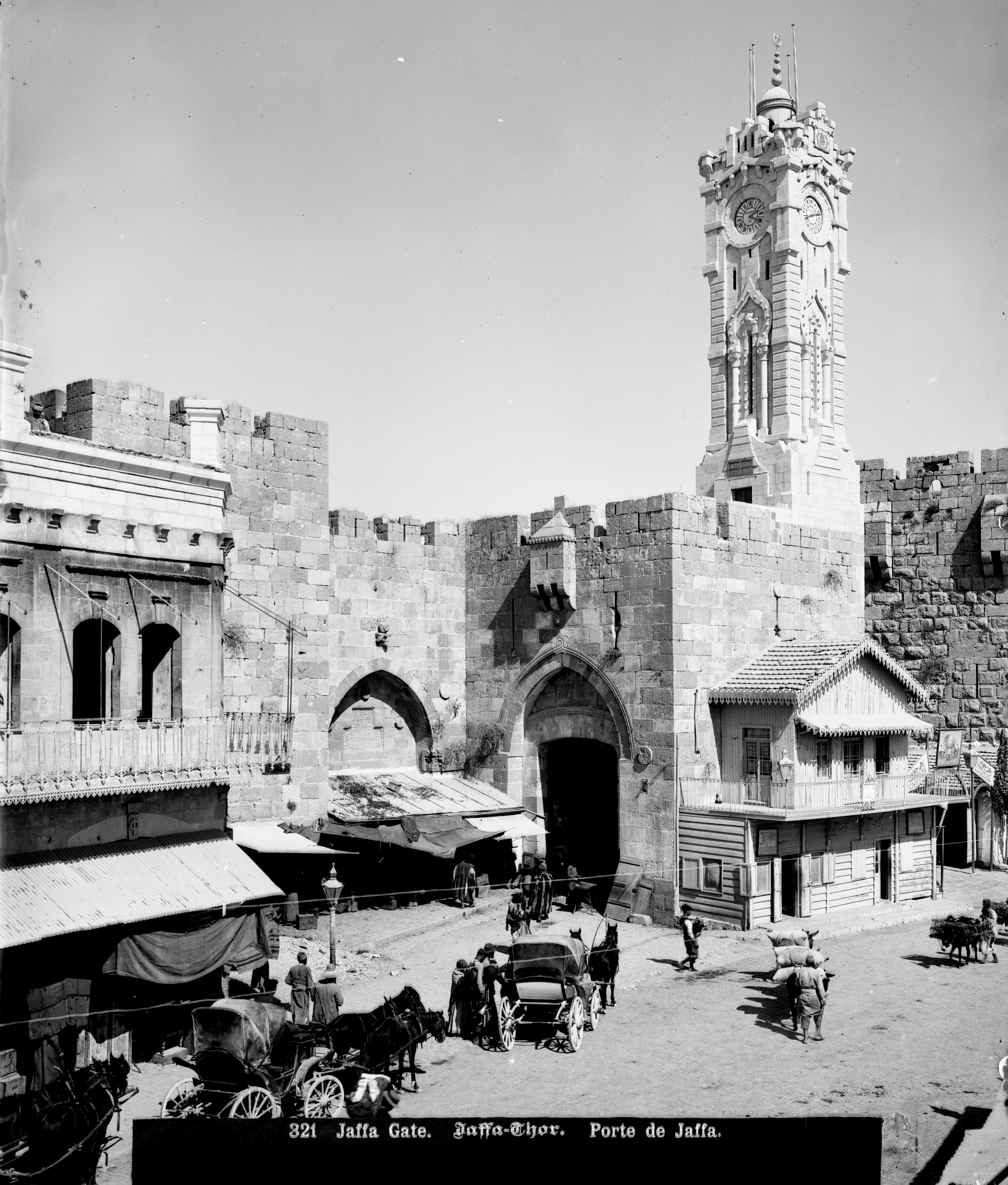
Wieża Zegarowa
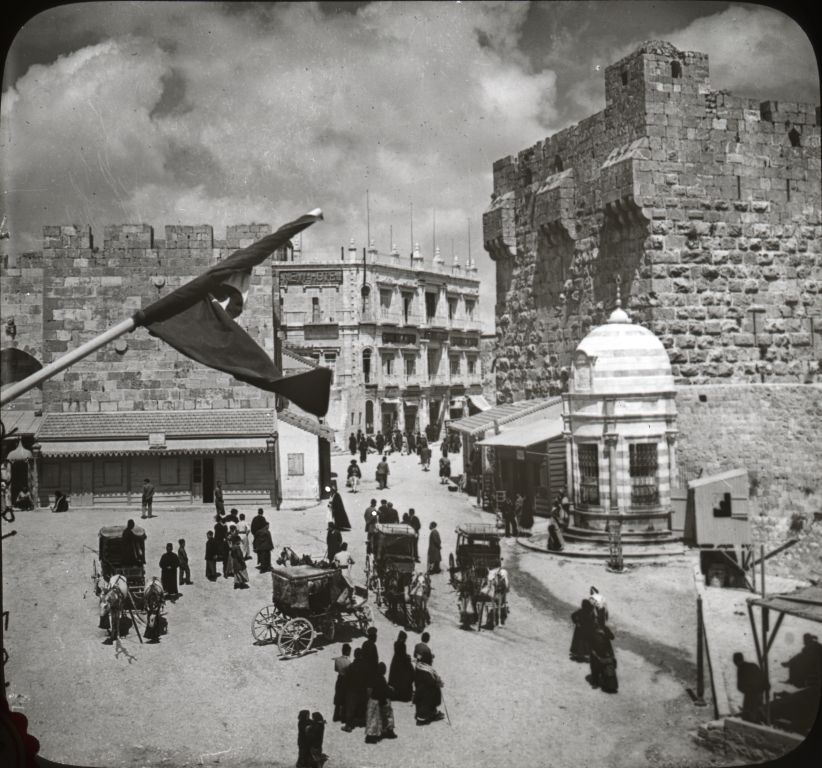
Urządzenia wodociągowe w czasach osmańskich